# Drukowana Wikipedia

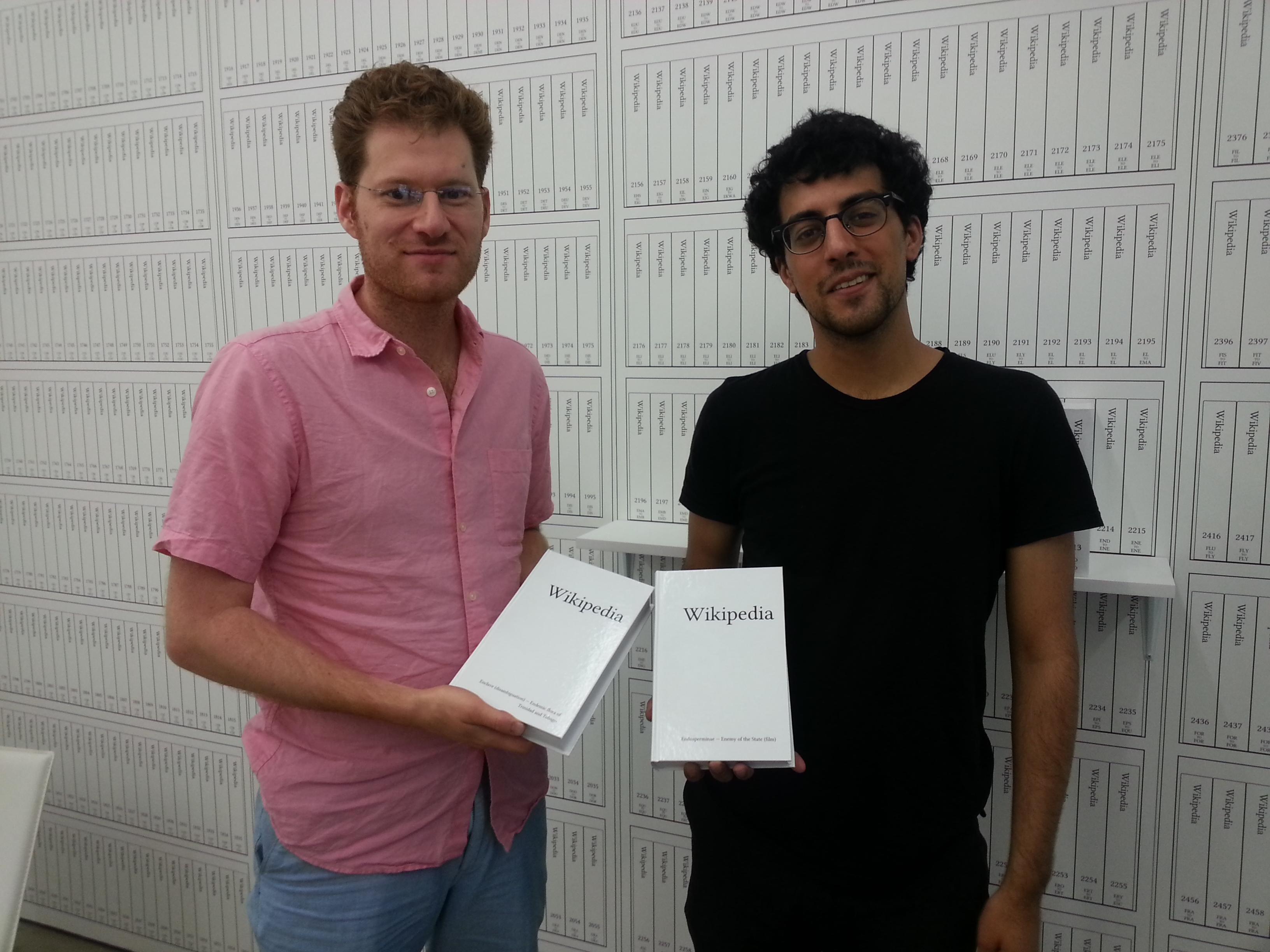
Artysta Michael Mandiberg i jego asystent Jonathan Kiritharan prezentują pierwszy tom Wikipedii podczas wystawy „From Aaaaa! to ZZZap!” (Od AaAaAA!!! do ZZZap!), dzień przed oficjalnym otwarciem wystawy w galerii Denny

Drukowana Wikipedia (ang. Print Wikipedia) – projekt artystyczny Michaela Mandiberga polegający na wydaniu części anglojęzycznej Wikipedii w formie książkowej. Powstało w ten sposób 106 spośród, jak ocenił autor, 7473 woluminów, jakich wymagałoby wydrukowanie całości wedle stanu na dzień 7 kwietnia 2015 roku. W ramach projektu powstała także fototapeta prezentująca dodatkowych 1980 woluminów, a także 36-tomowy suplement zawierający nazwy użytkownika wszystkich 7,5 miliona współautorów angielskojęzycznej Wikipedii. Spis treści mieści się w 91 dodatkowych tomach, po 700 stron każdy.
Drukowana Wikipedia zawiera jedynie tekst haseł, pomija pliki multimedialne, ilustracje i odnośniki. Projekt został zaprezentowany w nowojorskiej Denny Gallery latem 2015 roku.

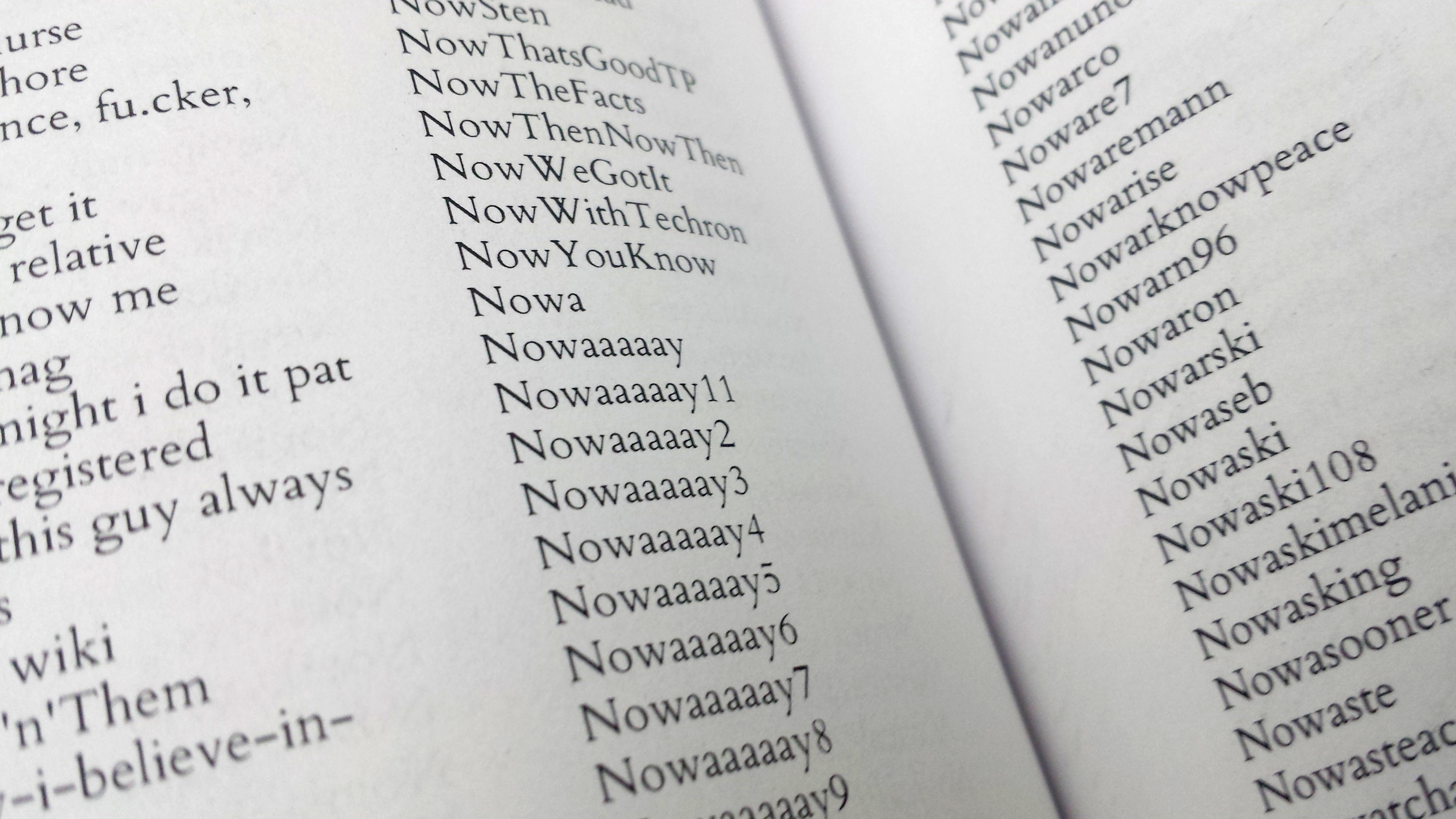
Strona z suplementu zawierającego listę autorów

Mandiberg wymyślił projekt w 2009 roku, jednak napotkał trudności techniczne w jego realizacji. Do współpracy zaangażował asystenta, Jonathana Kirinathana, który zajął się stworzeniem specjalnego programu komputerowego, którego zadaniem była kompilacja, formatowanie i pobranie całej treści angielskojęzycznej wersji encyklopedii. Gotowe do druku pliki zostały załadowane na serwery platformy self-publishingowej Lulu.com i są dostępne dla zainteresowanych do samodzielnego wydruku.
Podstawową motywacją dla Mandiberga było znalezienie odpowiedzi na pytanie „Jak duża jest Wikipedia?”. Tak duży zbiór danych jest na granicy tego, co może być uznane za jedno dzieło złożone z wielu woluminów; nie jest on jednak aż tak duży, by wymykać się ludzkiej percepcji, tak jak wymykają się jej zbiory danych Facebooka czy NSA. Fundacja Wikimedia współpracowała z autorem przy tworzeniu jego dzieła, projekt wsparł również finansowo serwis Lulu.com.

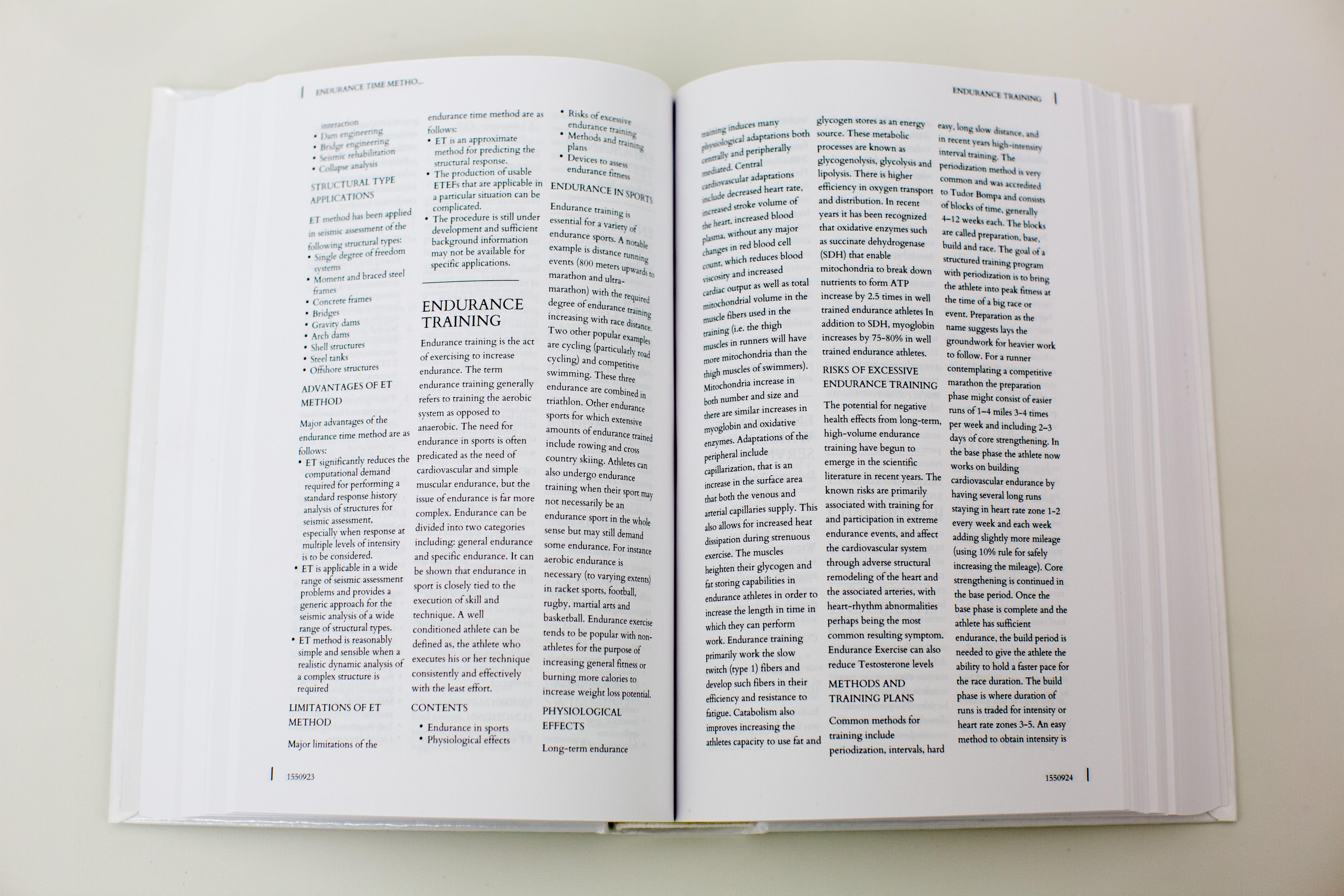
Strony 1550923 i 1550924, zawierające m.in. hasło poświęcone treningowi wytrzymałościowemu w sporcie

Wykonanie projektu zajęło trzy lata. Sam proces wgrywania plików na serwery drukarni zajął 24 dni, 3 godziny i 18 minut. Został ukończony 12 lipca 2015 roku. W 2014 roku firma PediaPress próbowała zebrać pieniądze na druk całości angielskiej Wikipedii na stronie Indiegogo, jednak zbiórka została wstrzymana. Jak ocenia autor instalacji artystycznej, druk przeszło pięciu milionów artykułów angielskojęzycznej wersji językowej encyklopedii kosztowałby około pół miliona dolarów. Instalacja prezentowana w galerii Denny zawierała jedynie część faktycznie wydrukowanych tomów, około 2000 tomów reprezentowały same grzbiety umieszczone na ścianie. Centralną częścią ekspozycji był pokaz wgrywania plików na serwery Lulu.com i druku gotowych stron.
Projekt odbił się szerokim echem w świecie, w Polsce donosiły o nim m.in. „Rzeczpospolita”, „Forbes”, „Newsweek”, „Gazeta Wyborcza”, „Fakt”, TVN24 BiS, TVP Info, Radio Zet i serwis Wirtualne Media.